# Польско-молдавская граница
Польско-молдавская граница — государственная граница между Молдавским княжеством и Речью Посполитой, существовавшая в 1359—1793 годах.

## История
Граница появилась в 1359 году, после получения Молдавией независимости.
Первоначально граница начиналась в точке пересечения границ Трансильвании, Молдавии и Польши в Розрогах (вершина Крецела). Шла по реке Черемош до её впадения в Прут, затем доходила до Днестра западнее Червонограда, и шла до пересечения границ Польской Короны, Литовского Подолья и Молдавии.
После присоединения Подолья к Польше, граница продолжала свой ход вдоль Днестра до впадения в него реки Мурафа, которая до 1569 года была границей с литовской частью Украины.
После присоединения Украины к коронным землям, граница продолжалась вдоль Днестра в юго-восточном направлении до впадения в него реки Ягорлык, где началась территория присоединённого к Османской империи Едисана.
В 1672—1699 годах (по Бучачскому договору), граница была сокращена до участка от Розрогов до Днестра.
В 1699 году восстановлена граница 1672 года, которая продолжала существовать до 1772 года, когда в результате Первого раздела Польши к Австрийской империи были присоединены Русское воеводство и часть Подолья.
В 1772—1793 годах граница с Молдавией шла от устья Збруча до Ягорлыка. В результате Второго раздела Польши приграничные территории отошли Российской империи и граница прекратила своё существование.